# Григоровское (Запорожская область)
Григоровское (укр. Григорівське) — село,
Камышевахский поселковый совет,
Ореховский район,
Запорожская область,
Украина.
Код КОАТУУ — 2323955401. Население по переписи 2001 года составляло 162 человека.

## Географическое положение
Село Григоровское находится на расстоянии в 2 км от села Шевченковское (Запорожский район) и в 2,5 км от села Тарасовка.
Рядом проходит автомобильная дорога Т-0803.

## История
- 1770 год — дата основания.